# Les Bottereaux
Les Bottereaux är en kommun i departementet Eure i regionen Normandie i norra Frankrike. Kommunen ligger i kantonen Rugles som tillhör arrondissementet Évreux. År 2022 hade Les Bottereaux 347 invånare.

## Befolkningsutveckling
Antalet invånare i kommunen Les Bottereaux
Referens:INSEE